# Математичка гимназија
Математичка гимназија у Београду је јединствена средња школа у Србији за талентоване ученике у области математике, информатике и природних наука. Основана је 1966. године, а од 2004. године обухвата и два завршна разреда основне школе.
Основне карактеристике рада Математичке гимназије су:
- посебан одабир талентованих ученика кроз специфичан пријемни испит и правила уписа;
- посебан план и програм кроз који се настава математике, информатике и физике изводи на изузетно високом нивоу;
- доследно спровођење принципа да је талентованом ученику неопходан надарени професор;
- кроз брижљиво неговање наставног кадра, који се регрутују добрим делом из редова бивших ученика ове Школe[1];
- Од посебног значаја је двосмерна сарадња са Универзитетом у Београду, Математичким институтом САНУ и Институтом за физику;
- одељења од 20 ученика, која се често деле на групе;
- примена разноврсних облика наставе, од класичних до савремених, укључујући и менторску наставу;
- тежња да се код ученика развија активан однос према знању, повезивању различитих предмета и садржаја, да се стимулише критички и стваралачки дух, да се истичу високе моралне, научне и општецивилизацијске вредности;
- стално унапређивање наставе, као дуг, постепен и непрекидан процес, заснован и на сопственим искуствима и истраживањима, али и на искуствима најистакнутијих светских институција и научних ауторитета.

Дана 10. маја 2007, Математичка гимназија на седници Владе Републике Србије проглашена је за школу од посебног националног интереса за Републику Србију, а 19. фебруара 2019. године Скупштина Републике Србије усвојила је одлуку да се Математичка гимназија прогласи за институцију од посебног националног значаја. Математичка гимназија је једина институција у земљи којој су додељена оба ова статуса.

## Историја
Идеју о Математичкој гимназији покренула је шездесетих година група математичара, физичара и педагога, а носилац идеје и реализације пројекта био је академик Војин Дајовић, професор тадашњег Природно-математичког факултета. Основни узор била је специјализована школа коју је недавно у Москви био покренуо један од највећих светских математичара двадесетог века, Андреј Николајевич Колмогоров, под покровитељством Московског државног универзитета Ломоносов (школа се данас зове СУНЦ МГУ „Колмогоров"). Овакав предлог је изазвао велике контроверзе, оптужбе о елитизму и слично, својствено тадашњем социјалистичком систему. Скупштина града Београда је одлуку о отварању Математичке гимназије коначно донела 17. маја 1966. године, „да окупља и образује у посебним условима младе таленте у области математике и природних наука“. Гимназија је рад започела као трогодишња средња школа, тек 19. септембра, јер се првих 56 ученика за три одељења другог разреда накупило тек после три конкурса. Наредне школске године уписана су четири одељења са 80 ученика, и школа се уселила у своју садашњу зграду. Школа се налази у згради која је задужбина Персе и Ристе Миленковић, саграђена 1929. по пројекту Владимира Поповића.
Први наставни план био је јединствен за све ученике, са трећином фонда часова за математичке дисциплине, 4 часа за физику, и осталим предметима заступљеним као у гимназији природно-математичког смера. Године 1969. уводе се општи и програмерски смер. Школа се лепо развија, и 1974. године њени ученици освајају две златне медаље на Међународној математичкој олимпијади, успех који никада није поновљен на подручју бивше Југославије. Године 1975. школа је почела и са уписом првог разреда.
Школске 2004/2005. Министарство просвете и спорта Републике Србије донело је решење о увођењу два одељења седмог разреда основне школе у Математичкој гимназији. Ученици ових одељења раде по Плану и програму седмог разреда основне школе, с тим што имају појачану наставу из математике, физике и информатике. За упис у седми разред организује се посебан тест способности, али се води рачуна и о успесима на такмичењима.
У пролеће 2009. године почели су радови на реконструкцији зграде и доградњи трећег спрата. Број одељења се усталио на 24 (по два седмог и осмог разреда и по пет у гимназији) и то је омогућило да школа редовну наставу обавља само у преподневној смени. Поподневни часови резервисани су за менторску наставу, блок наставу, секције и припреме за такмичења.

## Директори Математичке гимназије
- мр Ранко Радовановић, в.д. (1966—1968)
- др Душан Аднађевић, в.д. (1968—1971)
- др Милан Распоповић (1971—2001)
- др Љубомир Протић (2001—2004)
- др Владимир Драговић (2004—2008)
- мр Срђан Огњановић (2008—2019)
- Мирјана Катић (2019—)

## Награде и признања
- Вукова награда, 1996. године
- Светосавска награда, 2007. године
- Нај Београђанин, 2010. године[3]
- Награда Европског покрета, 2011. године[4]
- Туристички цвет, 2013. године
- Нај Европљанин, 2014. године[5]
- Сретењски орден. 2016. године[6]
- Награда Миша Аксентијевић, 2016. године
- AmCham HERO - Leader in Change, 2016. године
- Yоuth Heroes, 2017. године[7]
- Светислав Милић - младима од срца, 2021. године[8]